# I See You (The xx)
I See You è il terzo album in studio del gruppo musicale britannico The xx, pubblicato il 13 gennaio 2017.

## Tracce
1. Dangerous – 4:10
2. Say Something Loving – 3:58
3. Lips – 3:20
4. A Violent Noise – 3:47
5. Performance – 4:06
6. Replica – 4:09
7. Brave for You – 4:13
8. On Hold – 3:44
9. I Dare You – 3:53
10. Test Me – 3:55

Tracce bonus nell'edizione deluxe
1. Naive – 3:36
2. Seasons Run – 4:22
3. Brave for You (Marfa Demo) – 2:36

## Formazione

### Gruppo
- Romy Madley Croft - voce, chitarra, tastiera
- Oliver Sim - basso, voce
- Jamie Smith - batteria, tastiera, piano, programmazioni, sintetizzatore, violino, voce, arrangiamento archi

### Altri musicisti
- Laurie Anderson - viola
- Eos Campbell - violino
- Charlotte Eksteen - violoncello
- Paul Frith - orchestrazione
- Peter Gregson - violoncello
- Oli Langford - violino
- Emma Owens - viola
- John Smart - violino
- James Underwood - violino